# Gammbodtjärnen (Ramsele socken, Ångermanland, 704981-152821)
Gammbodtjärnen är en sjö i Sollefteå kommun i Ångermanland och ingår i Ångermanälvens huvudavrinningsområde.